# Joe Zawinul
Joe Zawinul – (egt. Josef Erich Zawinul) – (7. juli 1932 i Wien – 11. september 2007 i Wien) var en østrigsk jazzpianist, komponist, orkesterleder og arrangør.
Joe Zawinul spillede piano og keyboard og var særdeles anerkendt som komponist.

## Biografi

### Tidligt liv
Josef Erich Zawinul var søn af arbejder, Josef Zawinul, og kokkepige, Maria Hameder. Hans farfar stammede fra Sydmähren, mens farmoderen var ungarsk Sinti. Moderen kom fra en landsby i Wienerwald, var amatørsanger, spillede klaver og havde absolut gehør.
Josef blev født og voksede op i Landstraße, hvor han gik i skole med den senere østrigske præsident, Thomas Klestil.

### Tidlig karriere
Joe Zawinul blev uddannet som klassisk pianist på musikkonservatoriet i Wien og han spillede efterfølgende i forskellige radio og studiebands, før han i 1959 rejste til USA på et stipendium til musikstudier ved Berklee College of Music. Josef var dog allerede så dygtig, at hans lærer på Berklee ytrede noget i retning af: "Her kan du intet lære, gå ud og spil professionelt i stedet." Han spillede i forskellige grupper, bl.a. i trompetisten Maynard Fergusons band og i saxofonisten Cannonball Adderleys gruppe. I to år turnerede han og indspillede plader med sangeren Dinah Washington. I slutningen af 1960'erne spillede han i den meget stilskabende Miles Davis' gruppe.

### Moden karriere
I 1971 dannede Zawinul gruppen Weather Report sammen med saxofonisten Wayne Shorter. Gruppen blev opløst i 1986, men Zawinul fortsatte, først alene og efter samling af en ny gruppe musikere som the Zawinul Syndicate.
I 2004 åbnede Zawinul en ny jazzklub i Wien. Jazzklubben med navnet Birdland er opkaldt både opkaldt efter 1940'ernes og 1950'erne's berømte jazzklub i New York og efter et af Weather Reports mest kendte numre komponeret af Zawinul selv. 
Joe Zawinul døde efter kort indlæggelse på et hospital i Wien af kræft. Hans kone Maxine (1941-2007) var død blot få uger forinden. Parret efterlod tre sønner, Erich, Ivan og Anthony. På foranledning af Wiens borgmester, Michael Häupl, blev Zawinul tildelt en æresgrav på Zentralfriedhof. Graven ligger ca. to minutters gang fra Beethovens og Brahms' gravsteder. 